# Modane
Modane je francouzská obec v departementu Savojsko v regionu Auvergne-Rhône-Alpes. V roce 2012 zde žilo 3 345 obyvatel. Je centrem kantonu Modane. Území obce sousedí s Itálií.

## Sousední obce
Les Allues, Avrieux, Fourneaux, Névache (Hautes-Alpes), Orelle, Pralognan-la-Vanoise, Saint-André, Saint-Martin-de-Belleville, Villarodin-Bourget

## Vývoj počtu obyvatel
Počet obyvatel